# 日本の徴兵制度
日本の徴兵制度（にほんのちょうへいせいど）は、1873年（明治6年）から1945年（昭和20年）まで存在した国民皆兵を原則とした兵役制度。

## 歴史

### 1868年以前
- 江戸時代：徳川家康の兵農分離による府兵制を廃止、完全志願制度に転換後、これを維持した。

### 1868年以後
- 1873年（明治6年）：陸軍省、徴兵令の公布により、徴兵制度を実施。
- 1889年（明治22年）：大日本帝国憲法の公布により、憲法化。日本の兵役義務は大日本帝国憲法第20条に根拠とした。
- 1927年（昭和2年）：兵役法が制定および施行[1]。
- 1944年（昭和19年）：朝鮮・台湾に徴兵制を実施。
- 1945年（昭和20年）
  - 6月23日：義勇兵役法の制定。15歳から60歳までの男性、17歳から40歳までの女性を対象に国民義勇戦闘隊召集（義勇召集）を実施。
  - 9月2日：大日本帝国の降伏宣言による、日本軍の武装が解除・解体され、徴兵制も中断される。
  - 10月24日：義勇兵役法の廃止。
  - 11月17日：兵役法の廃止により、公式に日本の徴兵制度が廃止[2]

### 兵役義務の対象者・年齢
1945年（昭和20年）、徴兵制度の廃止以前の兵役義務対象者の年齢である。
- 大日本帝国の17歳から40歳までの男性臣民（1873年の徴兵令、1927年の兵役法により兵役義務者として、20歳以後の徴兵検査対象及び日本軍徴兵対象者。1943年から徴兵検査・徴兵の年齢が19歳に低くなった。）
  - 内地の男性臣民（1873年～1945年、1890年代まで北海道・小笠原・沖縄居住者は徴兵が免除。）
  - 外地（1910年に併合した朝鮮（大韓帝国）と、1895年に清国から割譲されて統治した台湾。いずれも日本臣民扱い）の男性臣民（1940年代）
- 15歳から60歳の男性臣民・17歳から40歳の女性臣民（1945年義勇兵役法による国民義勇戦闘隊の召集）